# باريس (كنتاكي)
باريس (بالإنجليزية: Paris, Kentucky)‏ هي مدينة تقع في مقاطعة بوربون، كنتاكي بولاية كنتاكي في وسط جنوب شرق الولايات المتحدة. تأسست عام 1789، تبلغ مساحة هذه المدينة 15.5 (كم²)، وترتفع عن سطح البحر م، بلغ عدد سكانها 8553 نسمة في عام 2010 حسب إحصاء مكتب تعداد الولايات المتحدة وتصل الكثافة السكانية فيها 555.7 نسمة/كم2.
تأسست مدينة باريس في 1775 تحت ٱسم هبويل لكن تكريما للمساعدات التي قدمتها فرنسا خلال حرب الإستقلال الأمريكية، تم سنة 1790 تغيير ٱسم المدينة إلى باريس، في إشارة إلى العاصمة الفرنسية.

## التركيبة السكانية
حدّد مكتب تعداد الولايات المتحدة بيانات التركيبة السكانية لباريس في تعداد الولايات المتحدة. في ما يلي، التركيبة السكانية حسب تعدادي 2000 و2010.

### تعداد عام 2000
بلغ عدد سكان باريس 9,183 نسمة بحسب تعداد عام 2000، وبلغ عدد الأسر 3,857 أسرة وعدد العائلات 2,488 عائلة مقيمة في المدينة. في حين سجلت الكثافة السكانية 445.3 نسمة لكل كيلومتر مربع (1,153.3/ميل2). وبلغ عدد الوحدات السكنية 4,222 وحدة بمتوسط كثافة قدره 204.8 لكل كيلومتر مربع (530.4/ميل2).
وتوزع التركيب العرقي للمدينة بنسبة 84.23% من البيض و12.71% من الأمريكيين الأفارقة و0.16% من الأمريكيين الأصليين و0.16% من الأمريكيين ذوي الأصول الآسيوية و1.35% من الأعراق الأخرى و1.38% من عرقين مختلطين أو أكثر و2.62% من الهسبانيون أو اللاتينيون من أي عرق.
بلغ عدد الأسر 3,857 أسرة كانت نسبة 35.1% منها لديها أطفال تحت سن الثامنة عشر تعيش معهم، وبلغت نسبة الأزواج القاطنين مع بعضهم البعض 43.8% من أصل المجموع الكلي للأسر، ونسبة 16.5% من الأسر كان لديها معيلات من الإناث دون وجود شريك،  بينما كانت نسبة 4.2% من الأسر لديها معيلون من الذكور دون وجود شريكة وكانت نسبة 35.5% من غير العائلات. تألفت نسبة 31.2% من أصل جميع الأسر من عدة أفراد يعيشون في نفس المنزل ونسبة 14.2% كانت تتألف من شخص يعيش بمفرده يبلغ من العمر 65 عاماً أو أكثر. وبلغ متوسط حجم الأسرة المعيشية 2.33، أما متوسط حجم العائلات فبلغ 2.90.
بلغ العمر الوسطي للسكان 36.3 عاماً. وكانت نسبة 25.3% من القاطنين تحت سن الثامنة عشر، وكانت نسبة 8.7% بين الثامنة عشر والرابعة والعشرين عاماً، ونسبة 28% كانت واقعةً في الفئة العمرية ما بين الخامسة والعشرين والرابعة والأربعين عاماً، ونسبة 21.5% كانت ما بين الخامسة والأربعين والرابعة والستين، ونسبة 14.5% كانت ضمن فئة الخامسة والستين عاماً فما فوق. يوجد لكل 100 أنثى 88.4 ذكر، ويوجد لكل 100 أنثى في الثامنة عشر من عمرها فما فوق 81.9 ذكر.
بلغ متوسط دخل الأسرة في المدينة 30,872 دولارًا، أما متوسط دخل العائلة فبلغ 37,358 دولارًا. وكان متوسط دخل الذكور 29,275 دولارًا مقابل 21,285 دولارًا للإناث. وسجل دخل الفرد الخاص بالمدينة 16,645 دولارًا. وكانت نسبة 17.5% من العائلات ونسبة 17.8% من السكان تحت خط الفقر، وكان من هؤلاء نسبة 24.5% تحت سن الثامنة عشر ونسبة 15.9% في الخامسة والستين من العمر وما فوق.

### تعداد عام 2010
بلغ عدد سكان باريس 8,553 نسمة بحسب تعداد عام 2010، وبلغ عدد الأسر 3,571 أسرة وعدد العائلات 2,205 عائلة مقيمة في المدينة. في حين سجلت الكثافة السكانية 414.8 نسمة لكل كيلومتر مربع (1,074.3/ميل2). وبلغ عدد الوحدات السكنية 4,006 وحدة بمتوسط كثافة قدره 194.3 لكل كيلومتر مربع (503.2/ميل2).
وتوزع التركيب العرقي للمدينة بنسبة 81.13% من البيض و11.52% من الأمريكيين الأفارقة و0.19% من الأمريكيين الأصليين و0.40% من الأمريكيين ذوي الأصول الآسيوية و4.13% من الأعراق الأخرى و2.64% من عرقين مختلطين أو أكثر و6.68% من الهسبانيون أو اللاتينيون من أي عرق.
بلغ عدد الأسر 3,571 أسرة كانت نسبة 33% منها لديها أطفال تحت سن الثامنة عشر تعيش معهم، وبلغت نسبة الأزواج القاطنين مع بعضهم البعض 37.9% من أصل المجموع الكلي للأسر، ونسبة 19.1% من الأسر كان لديها معيلات من الإناث دون وجود شريك،  بينما كانت نسبة 4.7% من الأسر لديها معيلون من الذكور دون وجود شريكة وكانت نسبة 38.3% من غير العائلات. تألفت نسبة 33.1% من أصل جميع الأسر من عدة أفراد يعيشون في نفس المنزل ونسبة 14.2% كانت تتألف من شخص يعيش بمفرده يبلغ من العمر 65 عاماً أو أكثر. وبلغ متوسط حجم الأسرة المعيشية 2.33، أما متوسط حجم العائلات فبلغ 2.93.
بلغ العمر الوسطي للسكان 38.5 عاماً. وكانت نسبة 24.5% من القاطنين تحت سن الثامنة عشر، وكانت نسبة 8.6% بين الثامنة عشر والرابعة والعشرين عاماً، ونسبة 25.5% كانت واقعةً في الفئة العمرية ما بين الخامسة والعشرين والرابعة والأربعين عاماً، ونسبة 25.7% كانت ما بين الخامسة والأربعين والرابعة والستين، ونسبة 15.6% كانت ضمن فئة الخامسة والستين عاماً فما فوق. وتوزع التركيب الجنسي للسكان بنسبة 46.8% ذكور و53.2% إناث.

## أعلام
- باسيل هايدن
- مارغريت إنجلز
- جوزيف دنكان
- أنتوني ثورنتون
- مونرو سويني
- ثيودور كونفر
- ويليام باترسون الكسندر
- جون شامبرز
- غاريت ديفيس
- جورج ماديسون

## وصلات خارجية
- paris.ky.gov
- The US50 - Cities and Towns in Kentucky State